# رضا أصلان

رضا أصلان

رضا أصلان (بالفارسية: رضا اصلان) (ولد 1972) مؤلف وعالم دراسات دينية وبروفيسور في الكتابة الإبداعية أميركي من أصل إيراني وباحث في علم الاجتماع. يعمل في إدارة جامعة كاليفورنيا في ريفرسايد. من مؤلفاته كتاب «لا إله إلا الله» وهو كتابه الأول الذي ترجم إلى ثلاثة عشر لغة و «كيف تنتصر في حرب كونية» - " How to win a Cosmic War". عام 2007, قام بإنشاء مجموعة بوم جين - BoomGen الإعلامية مع رفيقه مهياد طوسي.

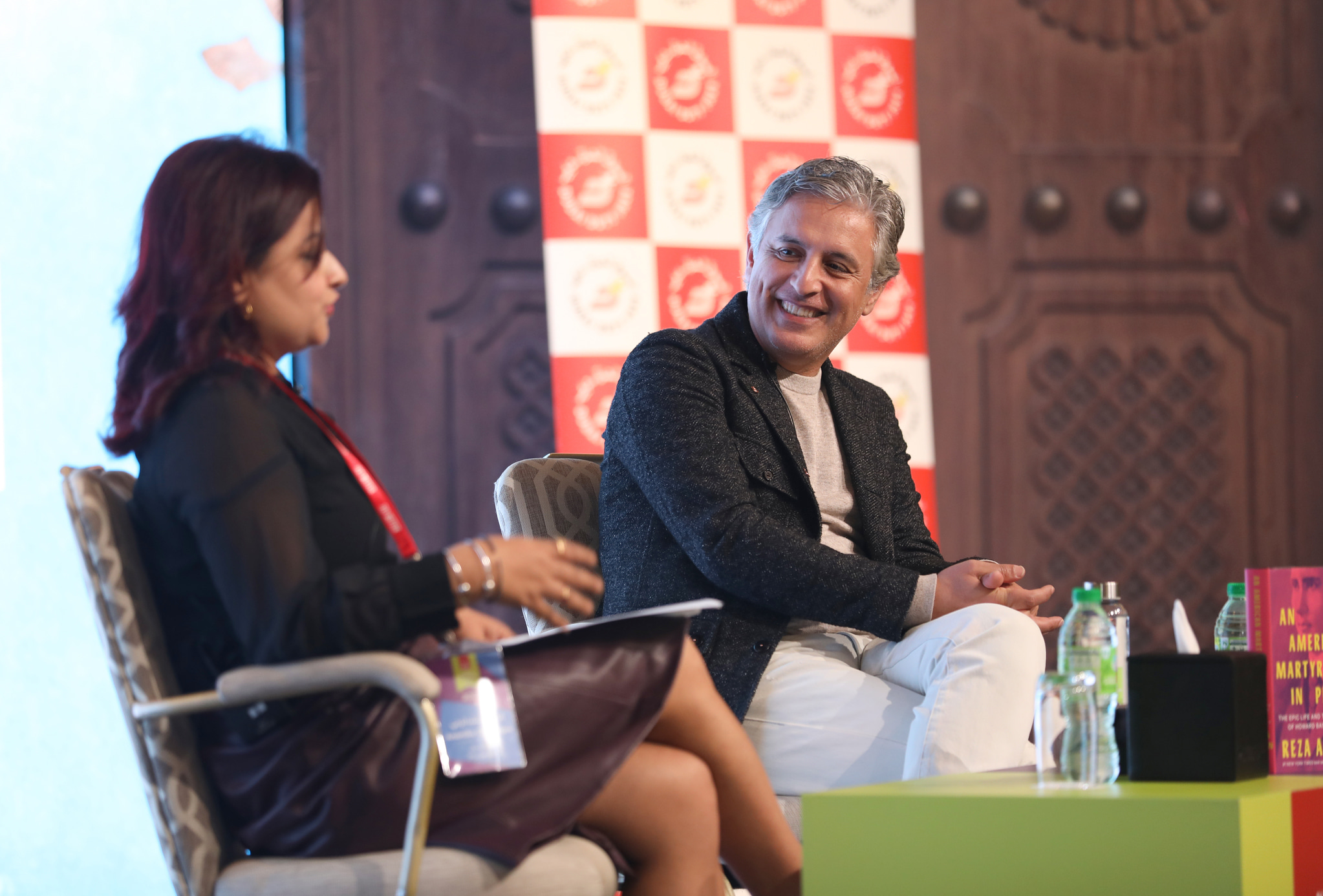
مشاركة رضا اصلان في مهرجان طيران الإمارات للآداب في عام 2023م

## خلفية
ولد في مدينة طهران عام 1972 وانتقلت عائلته إلى الولايات المتحدة عام 1979 خلال الثورة الإيرانية، ويعيش حاليا في سانتا مونيكا بولاية كاليفورنيا. كان أستاذًا مساعدًا في الدراسات الإسلامية ودراسات الشرق الأوسط في جامعة ولاية آيوا. وقد كتب مقالات ودراسات في العديد من الصحف والدوريات بما في ذلك لوس انجليس تايمز، نيويورك تايمز، سليت، بوسطن غلوب، واشنطن بوست والغارديان، وشيكاغو تريبيون، وغيرها.
قد ظهر أيضا في برامج تلفزيونية، بما في ذلك إظهار، لقاء مع الصحافة، ذا ديلي شو مع جون ستيوارت، وتقرير كولبيرت، اندرسون كوبر 360 ° ، وغيرها.
عمته هي المغنية الإيرانية «ليلى فروهر».

## حاليا
أصلان أستاذ مساعد في الكتابة الابداعية- (Creative Writing) في جامعة كاليفورنيا في ريفرسايد. وبالإضافة إلى ذلك، هو باحث مشارك في جامعة جنوب كاليفورنيا عن الدبلوماسية العامة في سانتا مونيكا.أصلان هو المؤسس المشارك والرئيس التنفيذي لاستوديوهات BoomGen الإبداعية، وهي شركة السينمائية تنتج أفلامًا وثائقية حول الشرق الأوسط الكبير والعالم الإسلامي. يعمل على رواية تاريخية، مجموعة من ألف سنة مضت، عن قافلة متجهة من شبه الجزيرة العربية إلى الهند.

## اقتباسات
- «التعددية، من خلال التعايش السلمي والمساواة القانونية بين مختلف الإيديولوجيات العرقية أو الدينية أو السياسية التي تعرف الديمقراطية وليس العلمانية»
- «يعتبر الحجاب رمزًا للإسلام ولكن مثل كل الرموز، لا معنى لها ما لم تفسر. الحجاب بقدر ما هو رمز لاضطهاد المرأة كما هو تعبير عن الأنوثة المسلمات. الغريب من هذا هو أنه إذا ذهبت إلى بلد حيث الحجاب إلزامي أو هناك الكثير من الضغط لارتداء الحجاب، ستجد أن الغالبية العظمى من النساء ضده. ولكن، إذا ذهبت إلى بلد مثل تركيا حيث يحظر القانون ارتداء الحجاب في الكثير من المجالات العامة ستجد في أحدث استطلاعات الرأي،70 في المئة من النساء المسلمات يُردن إلغاء هذا القانون»

## وصلات خارجية
- رضا أصلان على موقع IMDb (الإنجليزية)
- رضا أصلان على موقع ميوزك برينز (الإنجليزية)
- رضا أصلان على موقع قاعدة بيانات الفيلم (الإنجليزية)
- الموقع الرسمي